# 8192
8192（八千百九十二、八一九二、はっせんひゃくきゅうじゅうに）は、自然数また整数において、8191の次で8193の前の数である。

## 性質
- 8192は合成数であり、約数は 1, 2, 4, 8, 16, 32, 64, 128, 256, 512, 1024, 2048, 4096, 8192 である。
  - 約数の和は16383。
    - 約数の和が奇数になる154番目の数である。1つ前は8100、次は8281。
- 2番目の13乗数である。1つ前は1、次は1594323。
  - n = 13 のときの 2n の値とみたとき1つ前は4096、次は16384。
  - 素数 p = 13 のときの 2p の値とみたとき1つ前は2048、次は131072。(オンライン整数列大辞典の数列 A034785)
  - 平方数でも立方数でもない累乗数の中では8番目の数である。1つ前は7776、次は16807。
- 8192 = 8 × 29+1であり、69番目のフリードマン数である。1つ前は8092、次は9025。
- 約数の和が8192になる数は1個ある。(8191) 約数の和1個で表せる1151番目の数である。1つ前は8191、次は8196。
- 各位の和が20になる506番目の数である。1つ前は8183、次は8219。